# 国際的に懸念される公衆衛生上の緊急事態
国際的に懸念される公衆衛生上の緊急事態（こくさいてきにけねんされるこうしゅうえいせいじょうのきんきゅうじたい、英語: public health emergency of international concern, 略称: PHEIC）とは、大規模な疾病発生のうち、国際的な対応を特に必要とするもの。従来は黄熱病、コレラ、ペストの流行を指していたが、21世紀に入ると2003年に重症急性呼吸器症候群 (SARS) が中国を中心にアウトブレイクを起こすなど新興感染症の懸念や再興感染症、バイオテロに対応する必要性があり、さらに伝染病検知の隠蔽防止の観点から国際保健規則が2005年に改定され、原因を問わず国際的な公衆衛生上の脅威となりうるあらゆる事象が対象となった。

## 通告・指定
世界保健機関 (WHO) 加盟国はPHEICを検知してから24時間以内にWHOに通告する義務を負い、WHOはその通告内容に応じてPHEIC拡大防止のための迅速な手段を講じる。194か国に通じる法的拘束力をもってWHOによる疾病の予防、監視、制御、対策が施され、強制力はないもののWHOは出入国制限を勧告できる。これまでにPHEIC指定された事態は以下の通り。
1. 2009年4月：2009年新型インフルエンザの世界的流行[5][6]（初の指定）
2. 2014年5月：2014年の野生型ポリオ流行[7][8]
3. 2014年8月：2014年の西アフリカエボラ出血熱流行[9]
4. 2016年2月：2015-2016年のアメリカ大陸におけるジカ熱流行[10][11][12]
5. 2019年7月：2018-2019年のコンゴ民主共和国北キブ州でのエボラ出血熱流行（英語版）[13][14]
6. 2020年1月：新型コロナウイルス感染症 (COVID-19) の世界的流行（COVID-19 pandemic）[15]
7. 2022年7月：2022年のエムポックス流行[16]
8. 2024年8月：2024年のエムポックス流行[17]

これまでの例ではパンデミック（世界的流行）に至っていないエピデミックの段階で、さらなる流行の拡大を防ぐ目的で指定されている。なお、2013年7月頃のMERS中東流行の際もPHEIC指定が検討されたが、委員会により却下された。MERSは2015年春にも韓国でアウトブレイクしており、PHEIC指定が再度検討されたが、国際的な緊急事態とみなすだけの条件を満たしていないとして却下され、「緊急の注意を喚起する警告」とするに留まっている。

## 非感染性事態
PHEICは感染症だけに限定されず、化学物質または放射性物質によって引き起こされる事態が対象となる場合がある。
また、抗微生物薬耐性病原体の出現・拡散は、PHEICを構成する可能性がある。